# Uttern
För andra betydelser, se Uttern (olika betydelser).

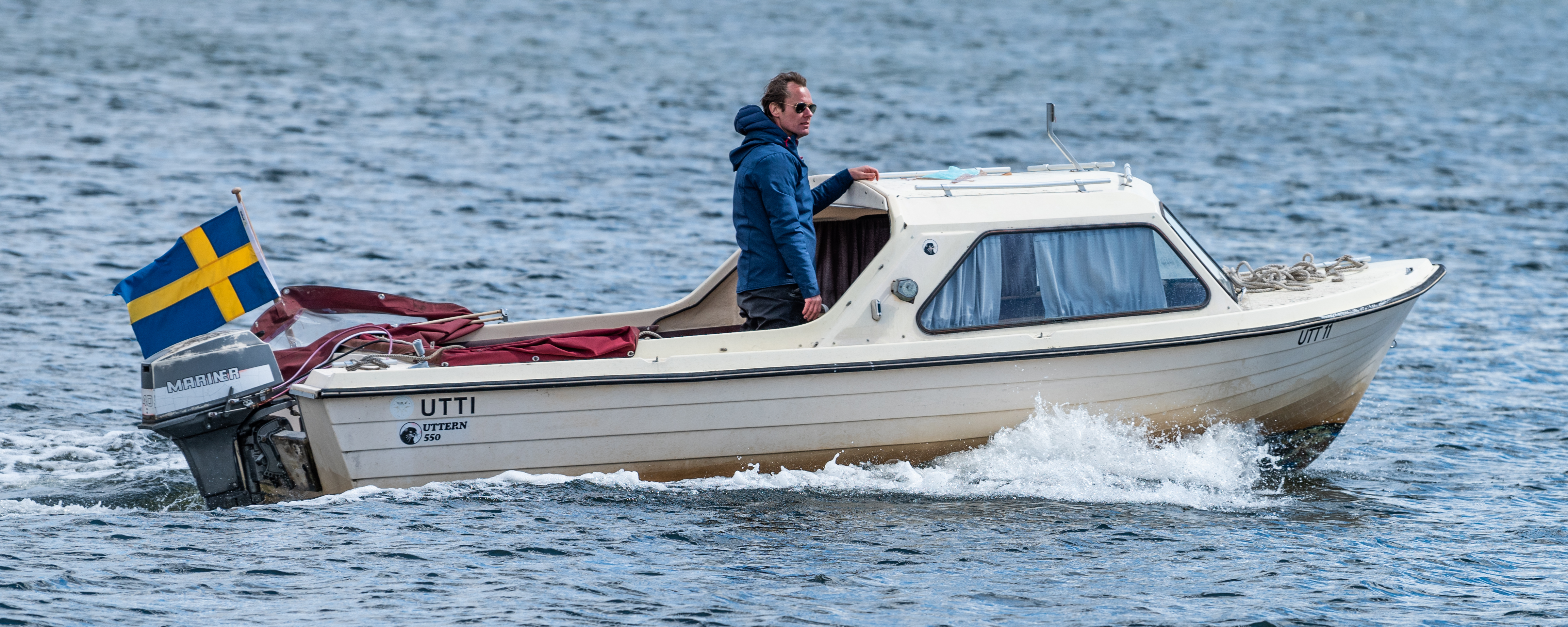
Uttern D81

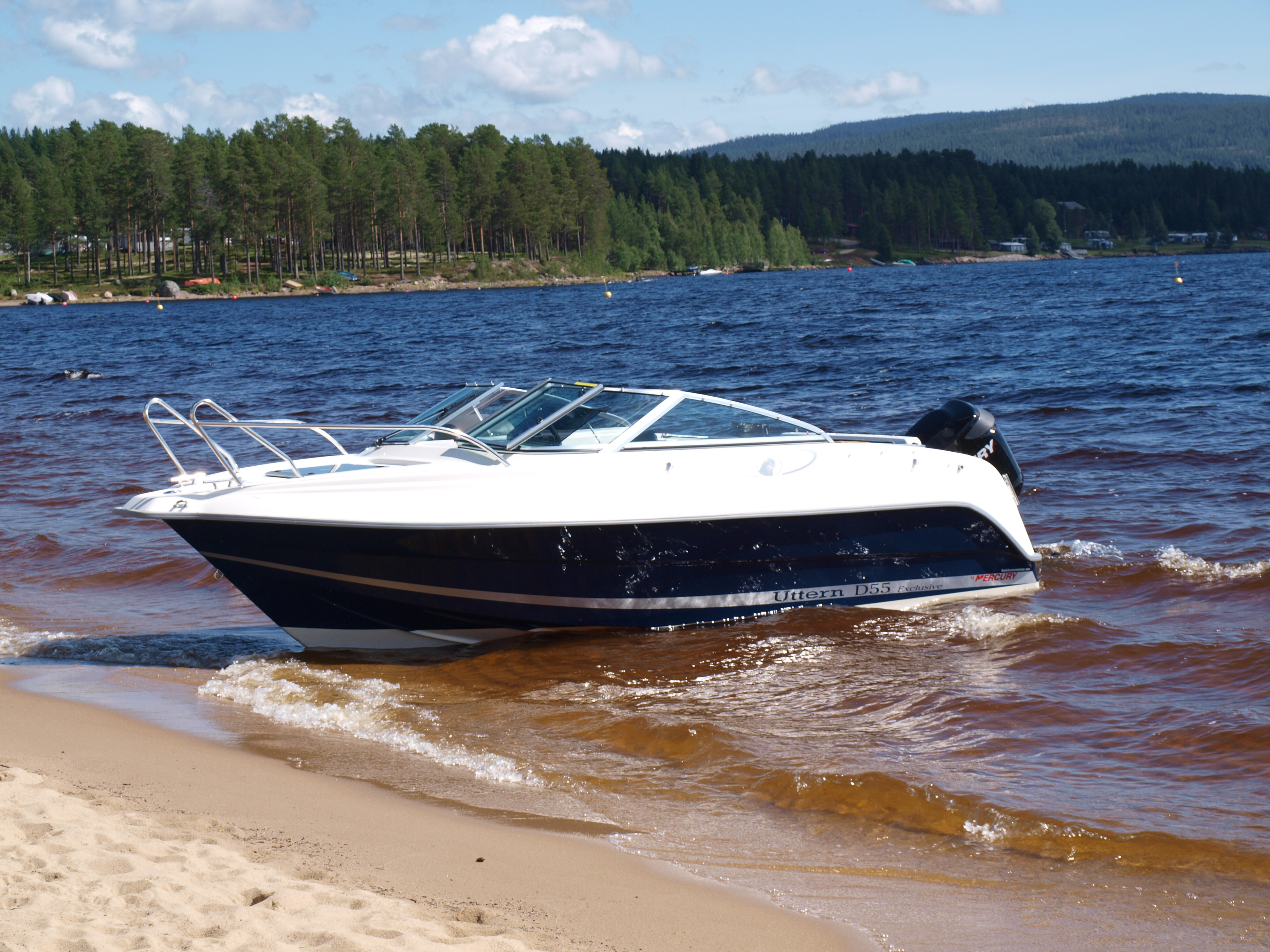
Uttern D55 Exclusive

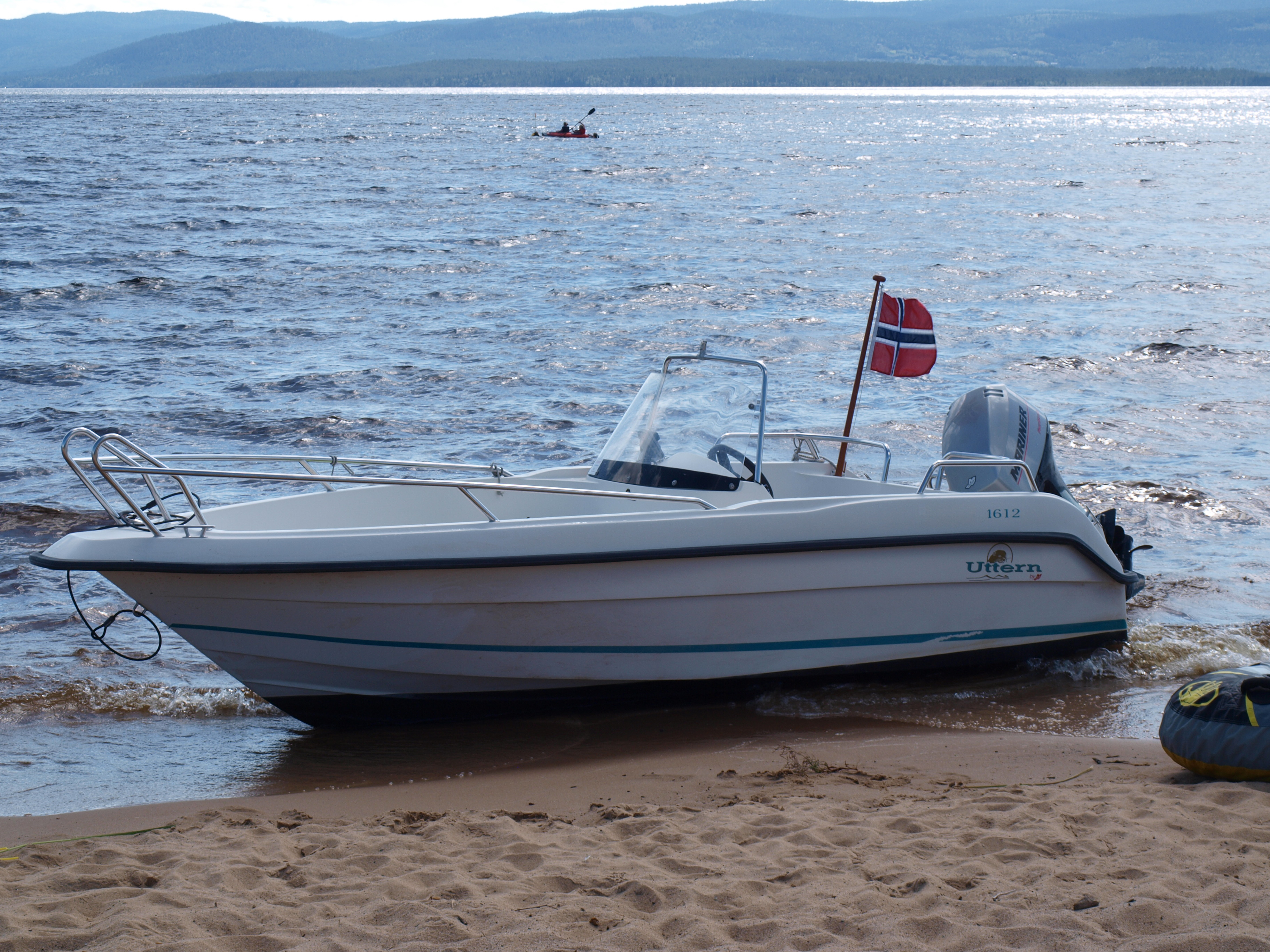
Uttern 1612

Uttern eller Uttern Båtar AB är en tillverkare av fritidsbåtar. Företaget har sina rötter i Sverige, men ägs sedan oktober 1996 av Brunswick Corporation, medan produktionen sker i Polen. 
Uttern grundades år 1964 i byn Norrlångträsk, cirka 4 mil utanför Skellefteå. År 2000 flyttades produktionen till modernare varvslokaler i Skelleftehamn. Hösten 2009 flyttades produktionen till Delphia Yachts i Polen. Vissa tidigare Uttern-modeller tillverkas och marknadsförs åter av förre ägaren Sandström.
Uttern har sedan starten byggt mer än 100 000 båtar, fördelat på ett stort antal olika båtmodeller – från små roddbåtar upp till motorseglare på runt 9 meter. Under 1970- och 1980-talet var modellprogrammet mycket brett. Under de senaste tio åren har dock tyngdpunkten i modellprogrammet förskjutits från de rena bruksbåtarna till styrpulpetbåtar, daycruisers och kabinbåtar. Antalet modeller har minskat något, samtidigt som båtarna tenderar att bli större inom varje segment.